# Postmix
Jako POSTMIX jsou označovány postmixové stroje převážně na výrobu limonád, džusů, a ledových čajů. Speciální sirupové koncentráty určené pro tyto účely jsou směšovány v požadovaném poměru zpravidla se sodou nebo vodou. Tímto smíšením dojde k vyrobení konečného produktu, tedy limonády. Postmix je také označení pro druhu přípravu nápoje z koncentrátu až v místě prodeje (v českých restauracích např. točené nápoje společnosti Coca-Cola; jeho opakem je premix, kdy se nápoj připraví již ve výrobně a již hotový se přepravuje v sudech (v Česku např. točená Kofola).
Ke směšování dochází až v konečné fázi celé výroby ve výdejním směšovacím ventilu. Odtud tedy pochází označení POST-MIX, tedy míchání nakonec.
Ke směšování s vodou dochází jen zřídka, běžně se však využívá systém směšování se sodovou vodou, tedy s chlazenou filtrovanou vodou s obsahem CO2. 
Pro tyto účely stroje systému POSTMIX využívají jako základního stavebního kamene stroje na výrobu sodové vody, někdy také označované jako sodobary, sodovníky, výrobníky sody apod. Pro tuto výrobu se z důvodu dosažení požadované kvality a chuti vždy používá čistá speciálně filtrovaná voda. 
Základní rozdělení strojů POSTMIX je kromě samotné výrobní kapacity strojů a druhů jejich výroby druh chladicího systému. Tyto jsou stejně tak jako u strojů typu PREMIX používány v zásadě dva:
- Suchý typ chlazení, kde pro přenos chladu slouží převážně hliníkový blok, ve kterém jsou zality nápojové i chladicí vedení.

- Mokrý typ chlazení, kde jako medium přenosu chladu slouží voda, ve které jsou ponořeny chladicí i nápojová vedení. Tento systém chlazení je schopen také kompenzovat odběrní špičky díky výrobě ledu na chladicím vedení (tzv. ledové banky), která se při větším odběru postupně zmenšuje; teplota chladicího prostředí je však stále stejná.